# The Triumph of Sherlock Holmes
The Triumph of Sherlock Holmes é um filme de mistério produzido no Reino Unido em 1935, dirigido por Leslie S. Hiscott, baseado no romance The Valley of Fear, de Arthur Conan Doyle.